# Besnoitia
Genre
Besnoitia est un genre de parasites apicomplexes de la famille des Sarcocystidae et qui sont responsables de la besnoitiose chez l'animal.

## Cycle de vie
Le cycle de vie de nombreuses espèces de ce genre n'est pas connu. Il peut être complexe avec divers hôtes et vecteurs intermédiaires, notamment les stomoxes et les tabanidés.

## Pathologie et effets sur l'hôte
L'infection par les parasites du genre Besnoitia provoque des lésions pédiculées au niveau de la peau, des fosses nasales et du larynx des animaux domestiques. Les lésions sont constituées de nodules exophytiques dépassant des surfaces muqueuses.

## Liste des espèces
- Besnoitia akodoni
- Besnoitia bennetti
- Besnoitia besnoiti
- Besnoitia caprae
- Besnoitia darlingi
- Besnoitia jellisoni
- Besnoitia neotomofelis
- Besnoitia oryctofelisi
- Besnoitia tarandi

## Classification
Selon les sources, le genre Besnoitia a été créé par Herbert Henry en 1913, ou par E. E. Franco et I. Borges en 1916.